# Église Saint-Firmin de Guigneville-sur-Essonne
L'église saint Firmin de Guigneville-sur-Essonne est une église située à Guigneville-sur-Essonne, dans le département de l'Essonne, au sud d'Évry.

## Historique
L’église Saint Firmin a été construite en 1120. 

## Caractéristiques
L'église Saint-Firmin de Guigneville est de style roman avec ses murs renforcés par des contreforts, des fenêtres étroites et des chapiteaux ornés de personnages sculptés. Le chœur est voûté d'ogives.
Une poutre de gloire du XVIIe siècle est surmontée d'un Christ en croix entouré de la Vierge Marie et de Saint Jean.
L'église conserve un bâton de procession de confrérie en bois doré du XVIIIe siècle avec statuette représentant saint Firmin, évêque bénissant, en pied avec mitre et crosse; une statue desaint Firmin du XVIIIe siècle également qui proviendrait de l'église de Baulne.